# Servidor de cache
Um servidor de cache é um servidor criado para acelerar os pedidos de acesso a um determinado serviço, ao fazerem cache dos pedidos a esse serviço.
Os mais conhecidos destes servidores são os Proxys. Estes recebem pedidos de acesso a páginas web, devolvem-nas aos utilizadores e guardam-nas para que quando outro utilizador voltar a pedir a mesma, o acesso seja mais rápido.
Outro tipo de servidor de cache mais conhecido são os de cache DNS, os quais guardam os vários pedidos que recebem, podendo também resolver nomes.